# 布芒语
布芒语是一种使用于中国云南省金平苗族瑶族傣族自治县的语言，系属于南亚语系，是傣族支系曼仗傣的母语。该语言在21世纪初才被中国语言学者刀洁发现。这种语言与使用于越南的抗语较为接近。至2007年，该语言使用者仅有200余人，处于濒危状态。

## 系属
布芒语属于南亚语系。布芒语的发现者刀洁认为布芒语可能是一种布朗语支语言，而美国语言学家艾杰瑞则基于对布芒语底层词汇的研究，认为布芒语属于克木语支。

## 使用族群
布芒语为傣族支系曼仗傣的母语。“布芒”一词来源于曼仗傣的自称[bu˨˦.maŋ˨˦ ]，曼仗傣主要为居住于金平苗族瑶族傣族自治县曼仗村，该村为说傣语的白傣、黑傣、普尔傣村落包围，曼仗人多数也能掌握其他语言如白傣话、汉语等:24。曼仗傣女性的服装与说抗语、欣门语的白傣、黑傣相同。曼仗傣自称自己的祖先来自越南:23，有学者认为他们可能是19世纪从越南迁来的抗族后裔:139。
勐拉地区曼仗内部，布芒语使用者有上曼仗22户，布芒语称此地为ban˩˨jau˥˩；下曼仗49户。上曼仗位于勐拉乡田头村，而下曼仗位于一个国营橡胶农场。

## 音系

### 辅音
布芒语有24个辅音音位，皆可做声母。布芒语中的辅音依发音位置和发音方法列表如下：
| 调音部位→ ↓调音方法 | 调音部位→ ↓调音方法 | 双唇音 | 唇齿音 | 舌尖前音 | 舌尖中音 | 龈颚音 | 软腭音 | 声门音 |
| ------------------- | ------------------- | ------ | ------ | -------- | -------- | ------ | ------ | ------ |
| 塞音                | 清不送气            | /p/    |        |          | /t/      |        | /k/    | /ʔ/    |
| 塞音                | 清送气              | /pʰ/   |        |          | /tʰ/     |        | /kʰ/   | /ʔ/    |
| 塞音                | 浊不送气            | /b/    |        |          | /d/      |        |        |        |
| 塞擦音              | 清不送气            |        |        | /ts/     |          |        |        |        |
| 塞擦音              | 清送气              |        |        | /tsʰ/    |          |        |        |        |
| 鼻音                | 浊音                | /m/    |        |          | /n/      | /ȵ/    | /ŋ/    |        |
| 边音                | 浊音                |        |        |          | /l/      |        |        |        |
| 擦音                | 清音                |        |        | /s/      |          | /ɕ/    | /x/    | /h/    |
| 擦音                | 浊音                |        | /v/    | /z/      |          | /ʑ/    |        |        |
| 半元音              | 浊音                | /w/    |        |          |          |        |        |        |

布芒语中的塞音和塞擦音有完整的送气对立，其中齿间中和双唇两个位置的塞音还存在清浊对立，但无软腭塞音/g/。塞擦音没有浊音。/tʰ/声母鲜用于本民族词汇，主要出现在外来借词中。布芒语中无/f/，汉语中声母为f的借词进入布芒语后读/pʰ/。
布芒语中有-p、-t、-k、-m、-n、-ŋ六个辅音韵尾。和汉语族语言类似，-p、-t、-k三个塞音作韵尾时为唯闭音，不除阻。此外，布芒语中以元音开头的音节中都存在喉塞音/ʔ/。:23-26

### 元音
布芒语有9个单元音韵母，分别为/i/、/e/、/ɛ/、/a/、/ɔ/、/o/、/u/、/ɯ/、/ə/。这些单元音构成了21个复元音韵母，其中19个双元音韵母，两个三元音韵母。带辅音韵尾的韵母则有66个。韵母a在组成复元音韵母和辅音做韵尾的韵母时有长短元音之分，其它韵母则无长短。:26-29

### 声调
布芒语是典型的声调语言，各声调之间相互对立，能区别意义。有八个调类，六个调值。第七、八调为促声调，调值分别与第二调、第六调相同，促声调音节必须以-p、-t、-k结尾。:29-31布芒语中还存在的语流变调，如第二调在出现在第一调之前，调值由24变为21。:32
布芒语中的单字调如下：
| 调类 | 一     | 二     | 三     | 四     | 五     | 六     | 七     | 八     |
| ---- | ------ | ------ | ------ | ------ | ------ | ------ | ------ | ------ |
| 调值 | 55     | 24     | 12     | 51     | 33     | 21     | 24     | 21     |
| 例词 | ka55   | ka24   | ka12   | ka51   | ka33   | ka21   | kap24  | kap21  |
| 例词 | 鱼     | 门     | 秧     | 卡住   | 硬     | 打翻   | 果壳   | 鸭     |
| 类型 | 舒声调 | 舒声调 | 舒声调 | 舒声调 | 舒声调 | 舒声调 | 促声调 | 促声调 |

## 词汇和语法
布芒语为SVO语序。布芒语的修饰语通常在中心语之后，如[ɔm21 hui55]（直译为“水开”）意为开水，数量短语修饰名词则在前:66。布芒语亦有十分丰富的量词，如指动物用量词[bu24]（相当于汉语中的只、头、条），指人则用[lak21]:69。布芒语有小称词[kɔn55]，指动物小而可爱，如[ma21]意为“马”，[kɔn55 ma21]则指小马、马驹。:66
词汇方面，布芒语有不少借自汉语和白傣话的借词，如布芒语一至十的十个数词中，只有一至五是固有词，六至十则为借词。

## 外部鏈結
- Lingweb.eva.mpg.de
- Sil.org
- Sil.org